# Cerámica Onta

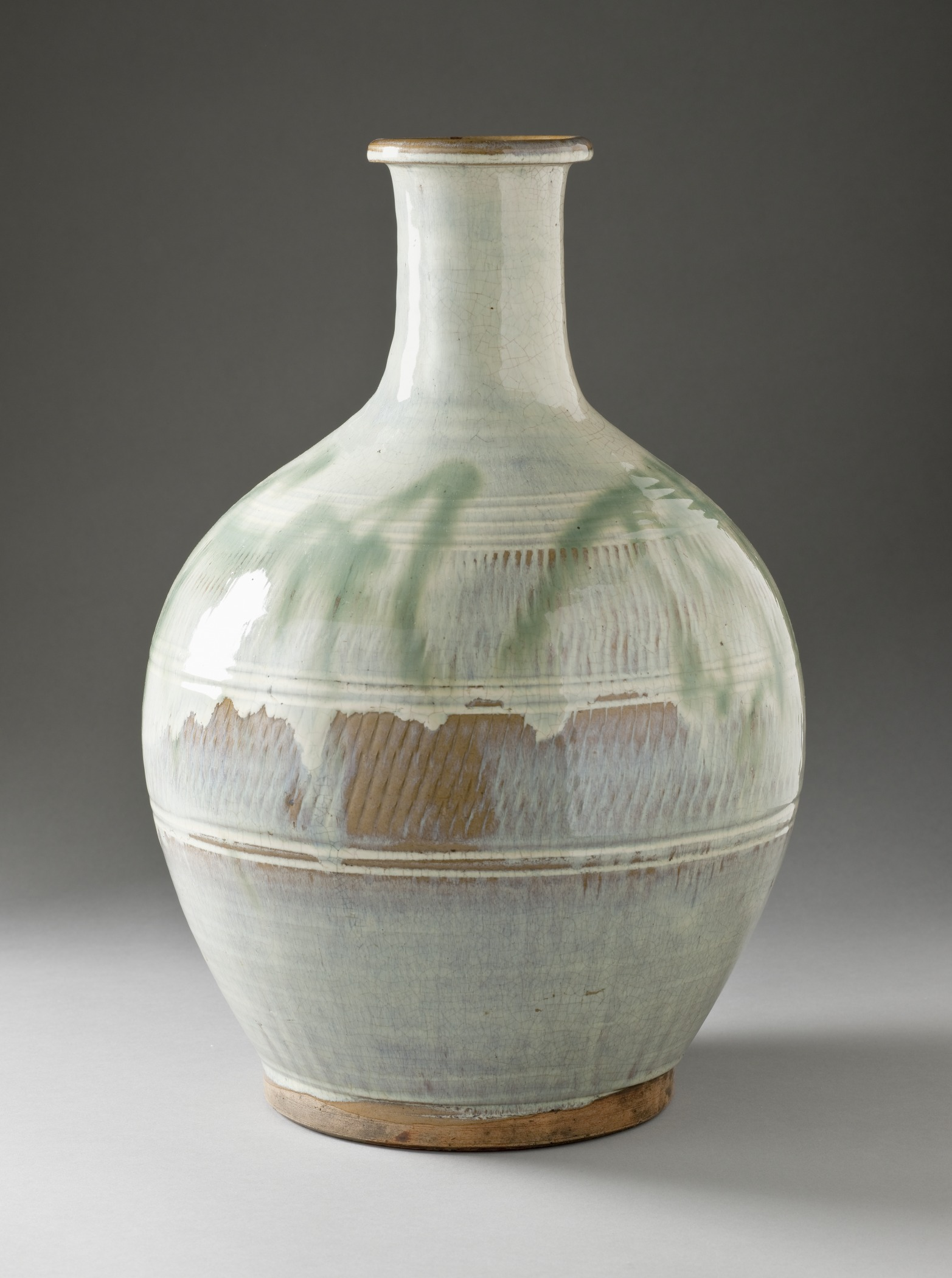
Botella de sake Onta ware (tokkuri), siglo XIX

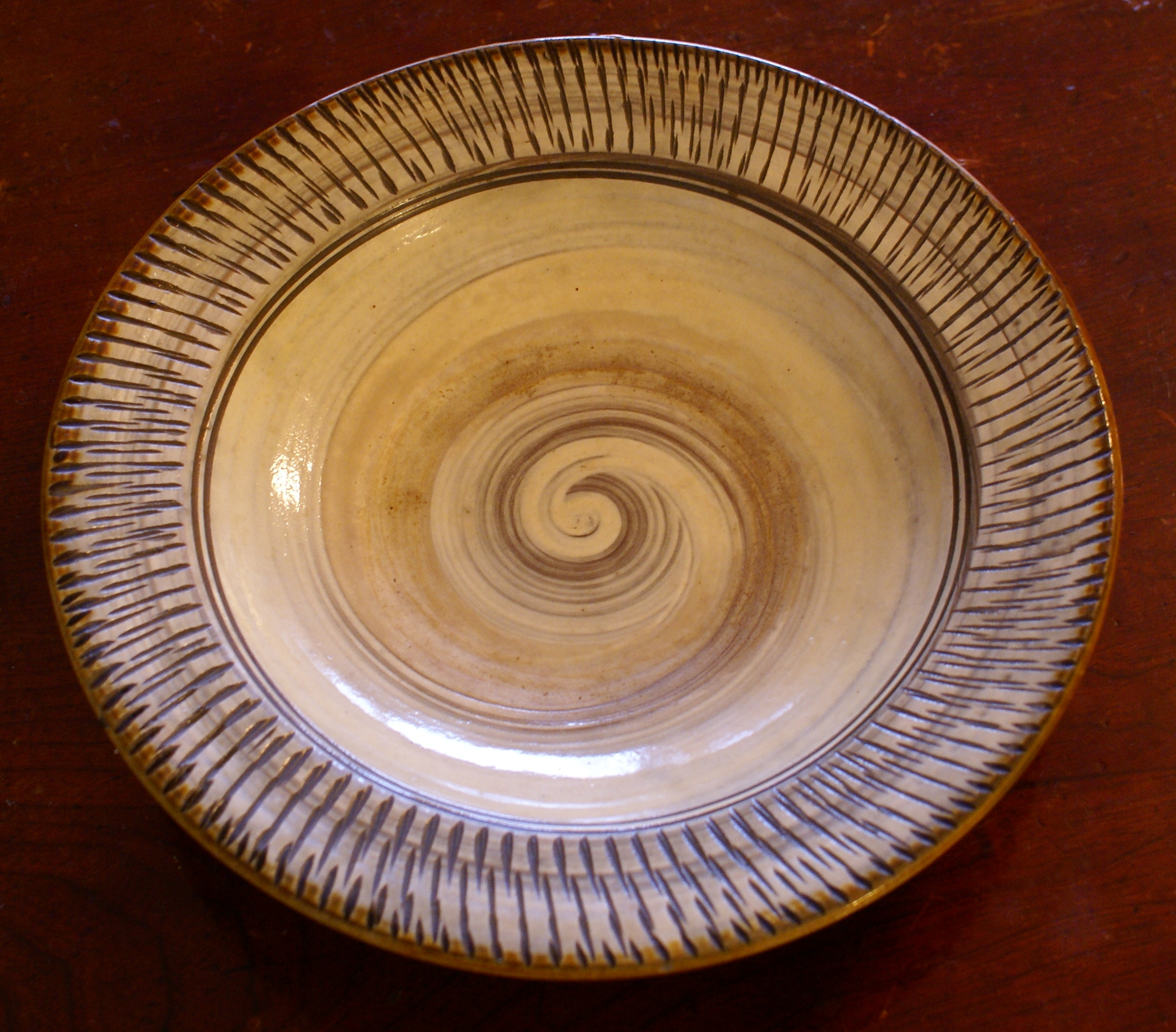
Cuenco de cerámica Onta

Cerámica Onta (小鹿田焼 Onta-yaki?) también escrita Onda, es un tipo de cerámica japonesa producida en y alrededor del pueblo de Onta en la prefectura de Ōita, Japón.

## Historia
La producción se remonta a principios del siglo XVIII d. C. La cerámica Onta está estrechamente asociada con el arte popular Mingei.
La cerámica Onta fue inscrita por el gobierno nacional en 1995 como Bien Cultural Inmaterial. El área también ha sido inscrita como uno de los 100 paisajes sonoros protegidos de Japón.

## Producción

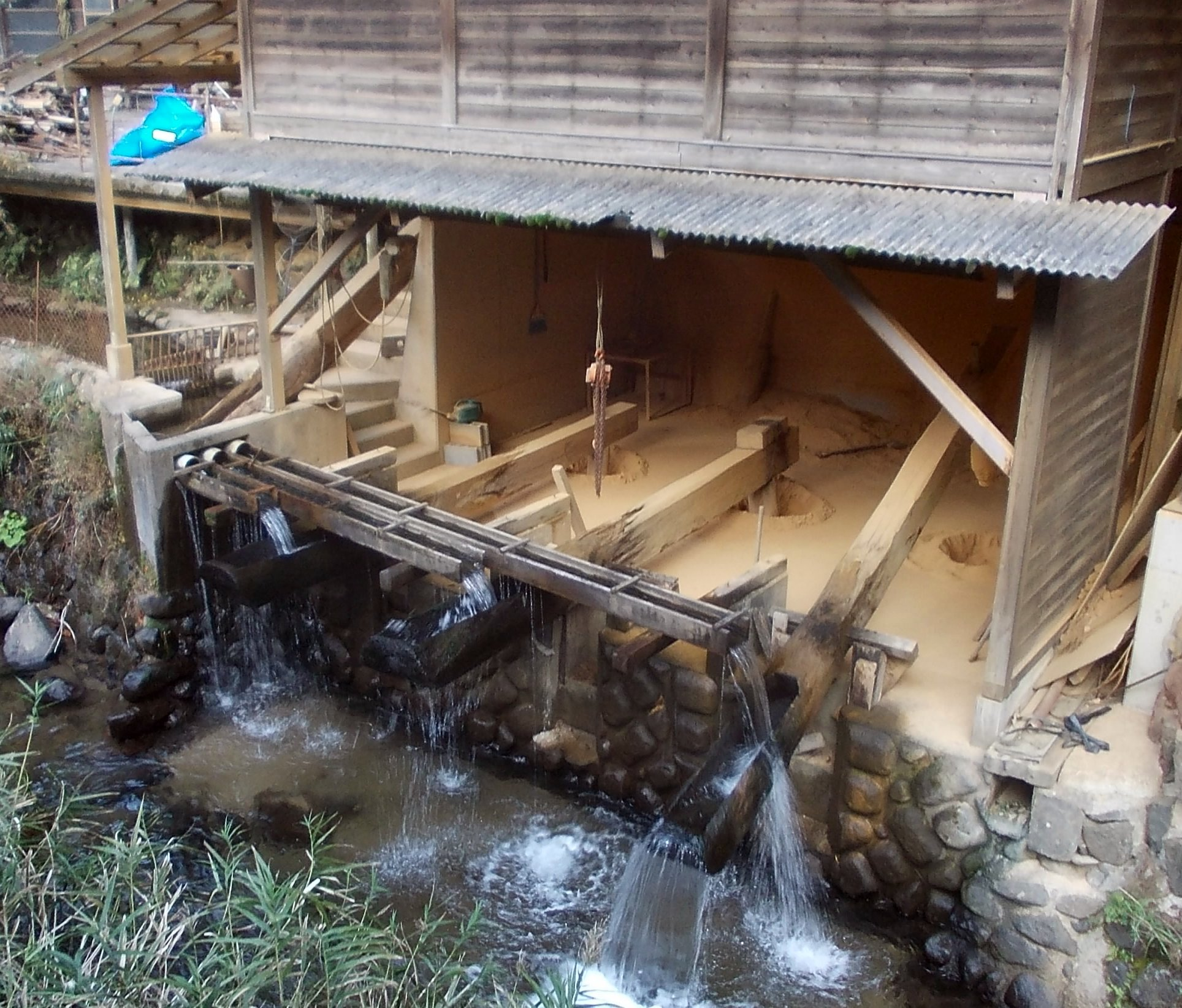
Pala o molino de agua (kara-usu), utilizado para la preparación de la tierra.

La arcilla para la alfarería se encuentra en las montañas que rodean Onta. Por lo general, se presenta en forma de bloques y hay que molerla hasta convertirla en polvo. Para ello se emplean palas de agua tradicionales o molinos llamados kara-usu, que dependen exclusivamente del caudal del río. Los molinos de madera muelen la arcilla hasta convertirla en polvo, que luego se lava y tamiza varias veces hasta quedar depurado. A continuación se seca, a veces sobre un gran horno. El pueblo se ha autoimpuesto un límite en la cantidad de barro que puede extraer de las montañas cada año para garantizar que haya material suficiente para que las generaciones futuras continúen con la producción.
El municipio es una comunidad muy unida compuesta, a partir de 2024, por diez núcleos familiares de alfareros que se remontan a varias generaciones. El trabajo, como la depuración de la arcilla, lo realizan las mujeres, mientras que los hombres se encargan de la elaboración de las piezas. Las obras nunca llevan la firma de un individuo, sino la del pueblo de Onta. Esto significa que la producción de una sola vasija era el trabajo conjunto de la comunidad, no de una sola persona.
La cerámica Onta tradicionalmente consiste en recipientes utilitarios como cuencos, platos y tazas de té. El estilo más frecuente de decoración es con engobe.